# 彼得·博頓利
彼得·詹姆士·博頓利爵士（英語：Sir Peter James Bottomley，1944年7月30日—），英格蘭保守黨政治人物。自1975年開始擔任英國國會議員，並自1997年開始代表下議院西沃辛選區。2019年至2024年間，成為連續任期最長之議員，是為「下議院之父」。
2020年9月10日，在工黨希柏恩·麦克唐纳的协调下，与包括下議院外交事务委员会主席托馬斯·圖根達特、自由民主黨领袖愛德·戴維，以及綠黨、苏格兰民族党和威爾斯黨在内的130多名议员给中国驻英大使刘晓明写信，联名谴责中国政府针对新疆维吾尔穆斯林的行为。